# Edición por corte

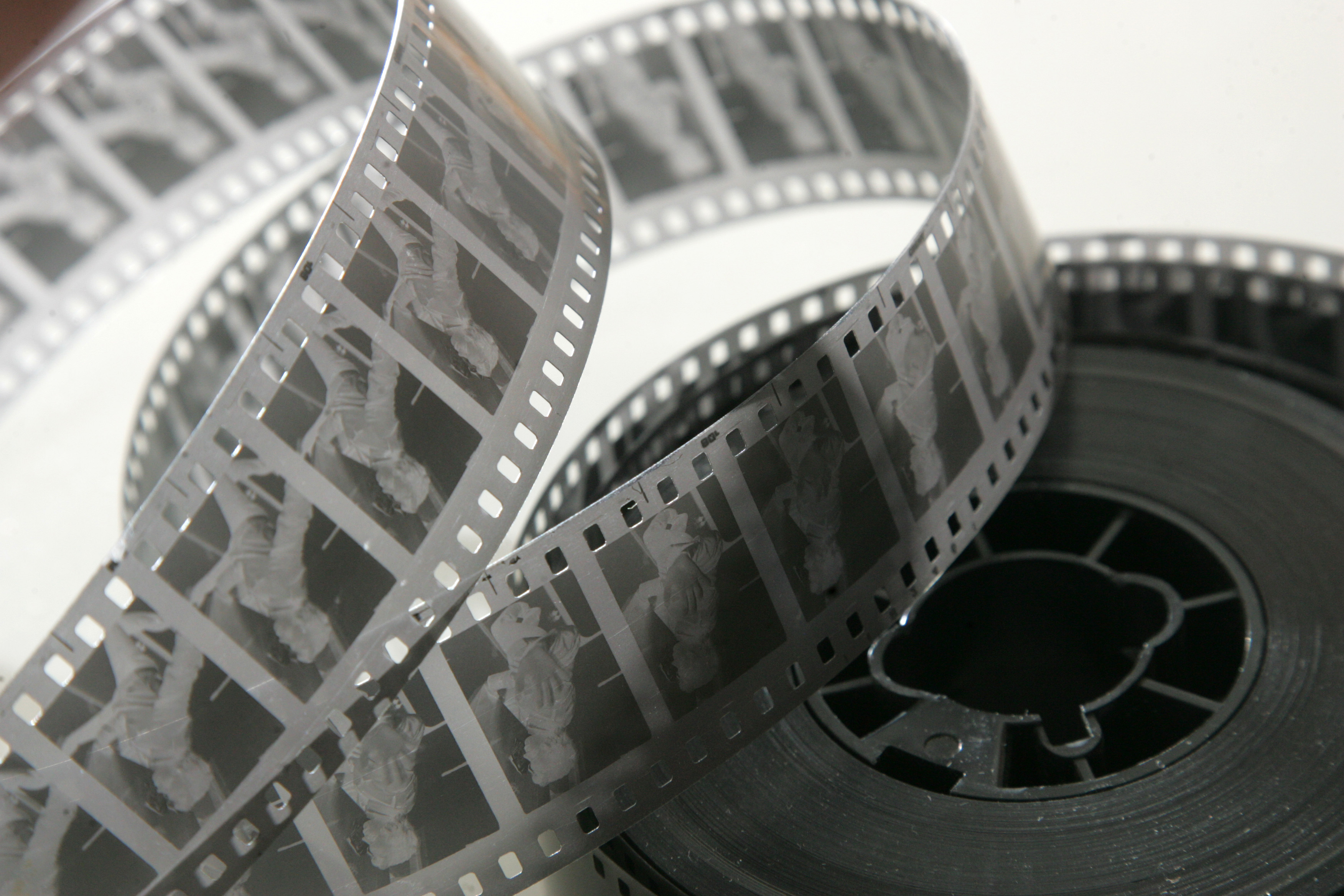
El nombre de por corte proviene del cine, cuando las películas se cortaban y empalmaban con otras, consiguiendo una transición brusca.

La edición por corte, según Ohanian (1996) es aquella que consiste en unir unos planos a otros sin ningún tipo de transición ni cortinilla que separe visualmente un plano de otro. Fue la primera edición que se probó y se sigue utilizando por ser la más sencilla.

## Origen
Su nombre proviene del mundo cinematográfico y hace referencia al corte con cizalla o tijera entre un fotograma y otro para, posteriormente, empalmar una de las partes a otra realizando un montaje. Visualmente, prosigue Ohanian (1996), es muy similar a su predecesor del cine, pese a que las tecnologías empleadas fueron diferentes desde que se abandonó la primitiva edición no lineal.
Posteriormente han aparecido muchas otras formas de editar, según la tecnología mejoraba, pero esta se sigue utilizando por lo rápida que resulta y también puede lograr mejores resultados que otras en cuanto a ritmo visual se refiere.